# Alliance américano-japonaise

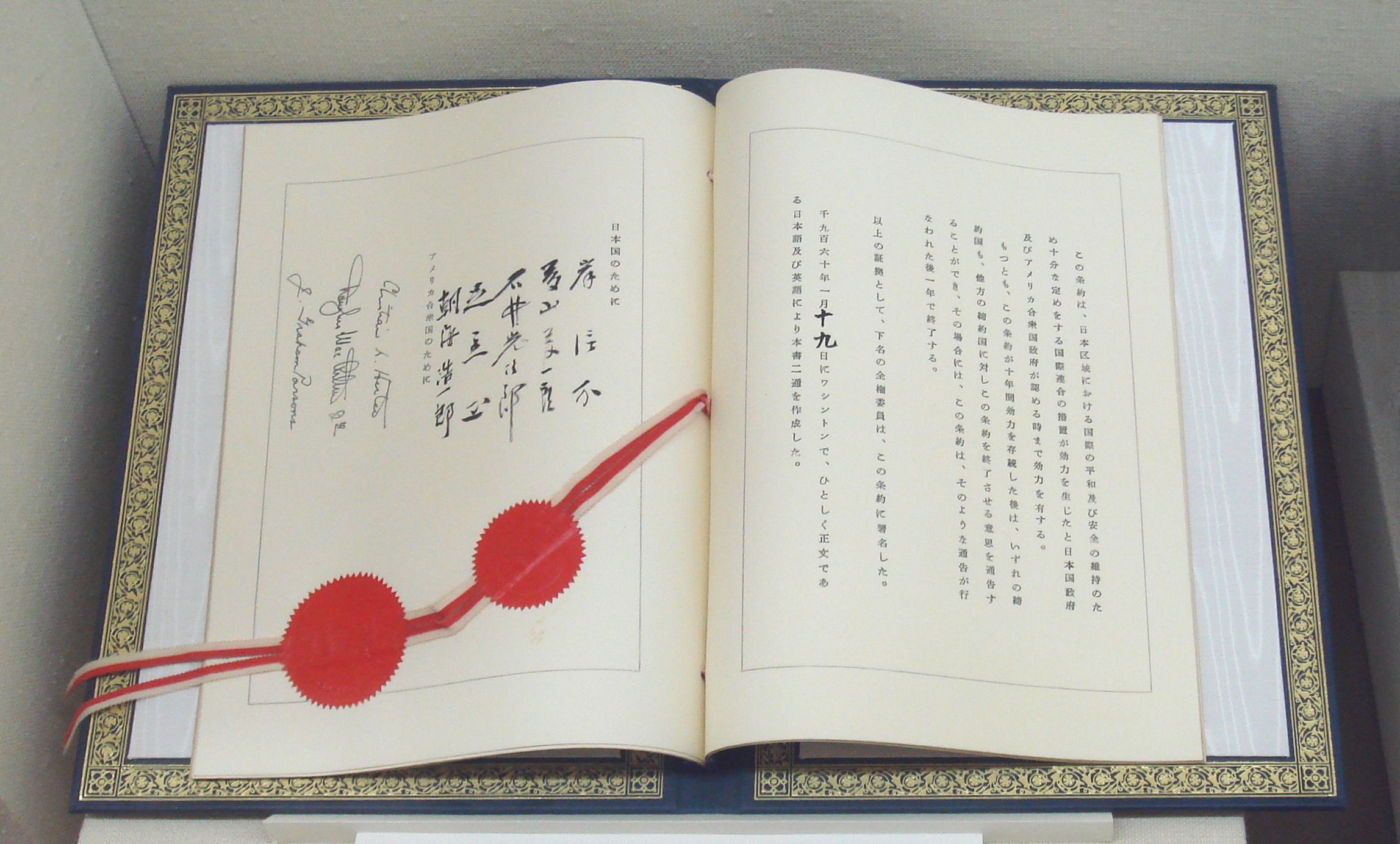
Page de signature du Traité de coopération et de sécurité mutuelles entre les États-Unis et le Japon (copie en japonais)

L'Alliance entre le Japon et les États-Unis (日米同盟, Nichi-Bei Dōmei)  est une alliance militaire entre le Japon et les États-Unis d'Amérique, telle que codifiée dans le Traité de coopération et de sécurité mutuelle entre les États-Unis et le Japon, signée pour la première fois en 1951, et entrée en vigueur en 1952 et a été modifiée en 1960. L'alliance a en outre été codifiée dans une série d'accords « administratifs », d'accords sur le « statut des forces » et de pactes secrets (密約, mitsuyaku ) qui n'ont fait l'objet d'aucun examen législatif dans aucun des deux pays.
Aux termes de l'alliance, les États-Unis s'engagent à défendre le Japon en cas d'attaque par une puissance tierce, et en échange, le Japon autorise le stationnement des troupes militaires américaines sur le sol japonais et verse d'importants « paiements de sympathie » pour couvrir le coût des bases américaines au Japon. Plus de troupes militaires américaines sont stationnées sur le sol japonais que dans n’importe quel autre pays, à l'exception du sol des États-Unis eux-mêmes. En pratique, l'engagement de défendre le Japon contre une attaque implique d'étendre le « parapluie nucléaire » des États-Unis pour englober les îles japonaises.
Les deux pays partagent également des technologies de défense sur une base limitée, s'efforcent d'assurer l'interopérabilité de leurs forces militaires respectives et participent fréquemment à des exercices militaires conjoints.
Bien que l'article 9 de la Constitution japonaise interdise au Japon de maintenir des capacités militaires offensives, le Japon a soutenu des opérations militaires américaines à grande échelle telles que la guerre du Golfe, la guerre d'Afghanistan et la guerre d'Irak avec des contributions monétaires et l'envoi de forces terrestres non combattantes. .

## Fondation
L’alliance américano-japonaise a été imposée au Japon comme condition pour mettre fin à l’occupation militaire du Japon par les États-Unis (1945-1952). Le traité de sécurité original entre les États-Unis et le Japon a été signé le 8 septembre 1951, parallèlement à la signature du traité de paix de San Francisco mettant fin à la Seconde Guerre mondiale en Asie, et est entré en vigueur parallèlement à la fin officielle de l'occupation le 28 avril 1952.
Le Traité de sécurité original n'avait pas de date de fin spécifiée ni de moyen d'abrogation, permettait aux forces américaines stationnées au Japon d'être utilisées à n'importe quelle fin sans consultation préalable avec le gouvernement japonais, contenait une clause autorisant spécifiquement les troupes américaines à réprimer les manifestations nationales au Japon, et n'engageait pas les États-Unis à défendre le Japon si ce dernier devait être attaqué par un tiers.
Parce que le traité original était si déséquilibré, il fut la cible de manifestations au Japon tout au long des années 1950, notamment les manifestations du « Bloody May Day » du 1er mai 1952, et les dirigeants japonais suppliaient constamment les dirigeants américains de le réviser.

### La doctrine Yoshida
La doctrine Yoshida était une stratégie adoptée par le Japon sous la direction du Premier ministre Shigeru Yoshida, en fonction de 1948 à 1954. Il s'est concentré sur la reconstruction de l'économie intérieure du Japon tout en s'appuyant fortement sur l'alliance de sécurité avec les États-Unis. La doctrine Yoshida est apparue en 1951 et a façonné la politique étrangère japonaise jusqu'au XXIe siècle. Premièrement, le Japon est un allié solide des États-Unis dans la guerre froide contre le communisme. Deuxièmement, le Japon s’appuie sur la force militaire américaine et limite ses propres forces d'autodéfense au minimum. Troisièmement, le Japon met l’accent sur la diplomatie économique dans ses affaires mondiales. La doctrine Yoshida fut acceptée par les États-Unis ; bien que ce terme ai été inventé en 1977. La dimension économique a été favorisée par Hayato Ikeda, qui fut ministre des Finances puis Premier ministre. La plupart des historiens estiment que cette politique a été sage et réussie, mais une minorité la juge naïve et inappropriée.

## Manifestations anti-bases au Japon dans les années 1950
Même après la fin de l’occupation en 1952, les États-Unis ont maintenu un grand nombre de troupes militaires sur le sol japonais. Au milieu des années 1950, il y avait encore 260 000 soldats au Japon, utilisant 2 824 installations dans tout le pays (à l'exclusion d'Okinawa ) et occupant un territoire totalisant 1 352 kilomètres carrés.
Le grand nombre de bases et de militaires américains a provoqué des frictions avec la population locale et a conduit à une série de manifestations controversées contre les bases, notamment les manifestations d'Uchinada de 1952-1953, la lutte de Sunagawa de 1955-1957 et l'incident de Girard de 1957.
L'ampleur et l'entendue croissantes de ces troubles ont contribué à convaincre l'administration du président américain Dwight D. Eisenhower de réduire considérablement le nombre de troupes américaines stationnées sur les îles principales du Japon (tout en conservant un grand nombre de troupes à Okinawa, occupée par les États-Unis) et de finalement renégocier les conditions de l’alliance.

## Crise de la révision des traités de 1960

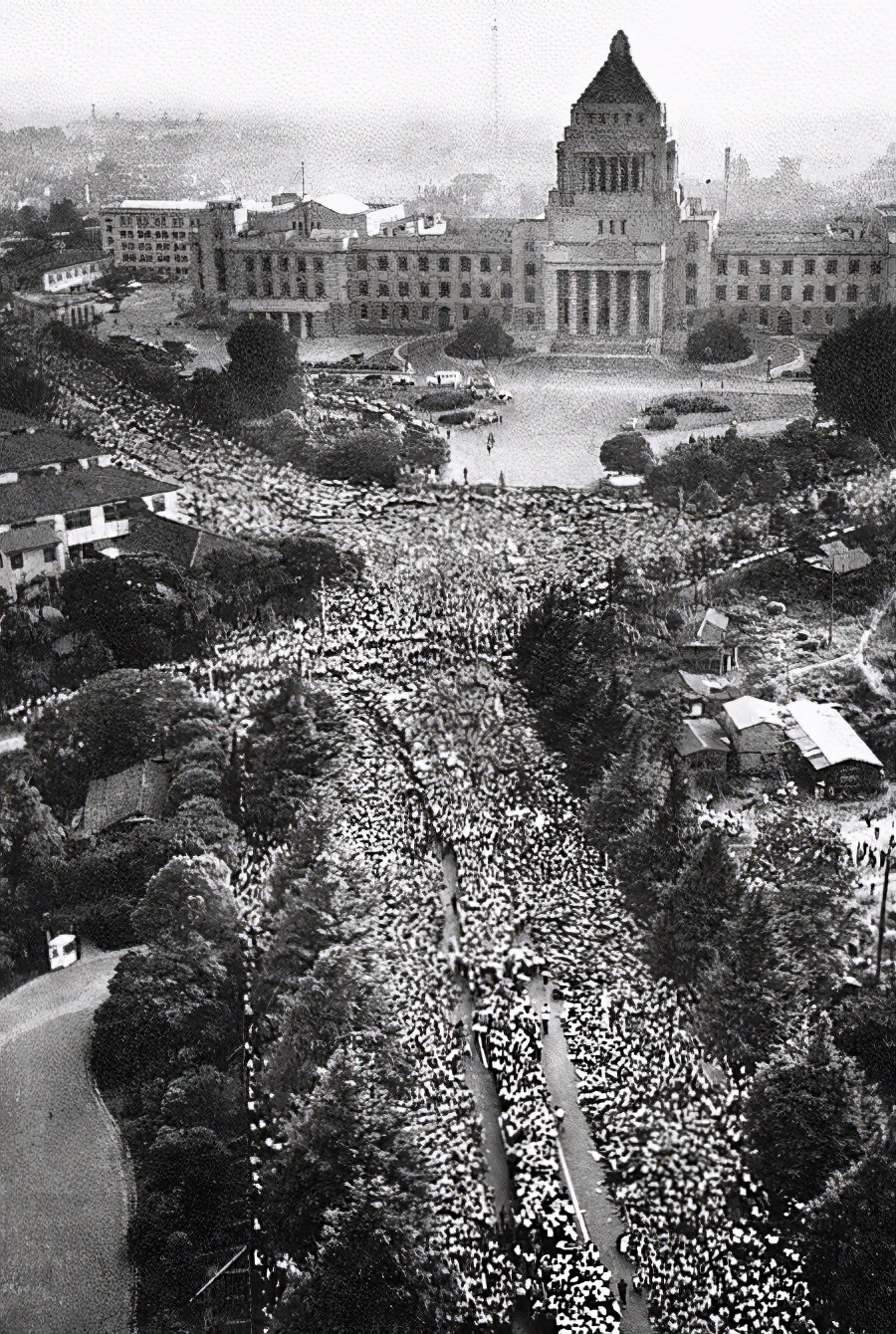
Manifestations massives contre la révision du traité de sécurité américano-japonais, 18 juin 1960

En 1960, le gouvernement du Premier ministre japonais Nobusuke Kishi a tenté de faire adopter le Traité de sécurité révisé par la Diète japonaise, mais a été accueilli par des manifestations massives.
Le traité révisé constituait un changement important par rapport au traité original, engageant les États-Unis à défendre le Japon en cas d'attaque, exigeant une consultation préalable avec le gouvernement japonais avant d'envoyer des forces américaines basées au Japon à l'étranger, supprimant la clause qui autorisait de manière préalable la répression des troubles intérieurs. Il précisait qu'il était conclue pour une durée initiale de 10 ans, après quoi il pourrait être dénoncé par l'une ou l'autre des parties avec un préavis d'un an.
Cependant, de nombreux Japonais, en particulier à gauche, mais aussi certains au centre et à droite de l'échiquier politique, ont préféré tracer une voie plus neutre dans la guerre froide et ont donc décidé de s'opposer à la révision du traité comme moyen d'exprimer leur opposition à l'alliance avec les États-Unis dans son ensemble.
Lorsque Kishi a fait adopter le traité à la Diète malgré l'opposition populaire, les manifestations ont pris une ampleur spectaculaire, forçant Kishi à démissionner et à annuler une visite prévue d'Eisenhower au Japon pour célébrer le nouveau traité, conduisant à un point bas dans les relations américano-japonaises.
Kishi et Eisenhower ont été remplacés par Hayato Ikeda et John F. Kennedy, respectivement, qui ont travaillé à réparer les dégâts causés à l'alliance américano-japonaise. Kennedy et son nouvel ambassadeur au Japon, Edwin O. Reischauer, ont mis en place une nouvelle rhétorique du « partenariat égal » et ont cherché à placer l'alliance sur un pied plus égalitaire. Ikeda et Kennedy ont également organisé un sommet à Washington DC en juin 1961, au cours de laquelle Ikeda a promis un plus grand soutien japonais aux politiques américaines dans le cadre de la guerre froide, et Kennedy a promis de traiter le Japon davantage comme un allié de confiance, de la même manière que les États-Unis traite avec la Grande-Bretagne.

## Pactes secrets dans les années 1960-1970
Dans un effort pour éviter que le type de crise qui a accompagné la révision du Traité de sécurité en 1960 ne se reproduise, les dirigeants japonais et américains ont jugé plus pratique de modifier les termes de l'alliance américano-japonaise en recourant à des pactes secrets plutôt qu'à des révisions formelles qui nécessiteraient l’approbation du législateur.
Au début des années 1960, l’ambassadeur Reischauer a négocié des accords secrets par lesquels le gouvernement japonais autorisait les navires américains à transporter des armes nucléaires même lorsqu’ils transitaient par des bases japonaises, et également à rejeter des quantités limitées d’eaux usées radioactives dans les ports japonais.
De même, dans le cadre des négociations sur le retour d'Okinawa au Japon à la fin des années 1960, le Premier ministre japonais Eisaku Satō et le président américain Richard Nixon ont conclu un accord secret selon lequel même après le retour d'Okinawa sous contrôle japonais, les États-Unis pourraient toujours introduire des armes nucléaires dans les bases américaines à Okinawa en cas d'urgence, ce qui constituait une violation des « trois principes non nucléaires » déclarés publiquement par Satō.

## Participation japonaise à la guerre du Golfe et à la guerre  d'Irak
En 1990, les États-Unis ont fait appel à leur allié le Japon pour l’aider dans la guerre du Golfe. Cependant, l'interprétation japonaise alors en vigueur de sa constitution interdisait l'envoi de troupes militaires japonaises à l'étranger. En conséquence, le Japon a apporté une contribution monétaire à l'opération de 9 milliards de dollars.
Entre la guerre du Golfe et le début de la guerre en Irak en 2003, le gouvernement japonais a revue son interprétation de la Constitution et ainsi, pendant la guerre d'Irak, le Japon a pu envoyer des forces terrestres non combattantes dans un rôle de soutien logistique pour soutenir les opérations américaines. en Irak.

## Vues actuelles de l'alliance américano-japonaise au Japon
Bien que l’opinion sur l’alliance américano-japonaise ait été négative au Japon lors de sa création dans les années 1950, l’acceptation de l’alliance s’est accrue au fil du temps. Selon un sondage de 2007, 73,4 % des citoyens japonais appréciaient l'alliance américano-japonaise et saluaient la présence des forces américaines au Japon.
Cependant, une région où l'antipathie à l'égard de l'alliance reste élevée est celle d'Okinawa, qui compte une concentration de bases américaines bien plus élevée que d'autres régions du Japon, et où les manifestations contre l'alliance restent fortes. Okinawa, une île relativement petite, abrite 32 bases militaires américaines distinctes, représentant 74,7 % des bases au Japon, avec près de 20 % du territoire d'Okinawa occupé par les bases,. Après la fin de la guerre froide, le Japon est le pays qui compte le plus grand nombre de soldats américains en dehors des États-Unis, soit environ 55 000 en 2021. Ces troupes sont sous le commandement des Forces américaines au Japon.

## Voir également
- Relations Japon-États-Unis
- Alliance anglo-japonaise
- Occupation du Japon
- Japon d'après-guerre
- Traité de sécurité entre les États-Unis et le Japon (1952-1960)
- Traité de coopération mutuelle et de sécurité entre les États-Unis et le Japon (en vigueur depuis 1960)
- Forces américaines au Japon
- Parapluie nucléaire
- Manifestations contre l'Anpo

## Lectures complémentaires
- Glenn D. Hook et coll., Les relations internationales du Japon, extrait de la politique, de l'économie et de la sécurité,, (2011)
- James I. Matray (éd.), L'Asie de l'Est et les États-Unis : une encyclopédie des relations depuis 1784 (2 vol. Greenwood, 2002). extrait v 2
- Institut de la paix Nakasone (éd.), L'Alliance de l'espoir Japon-États-Unis : sécurité maritime en Asie-Pacifique (Japan Publishing Industry Foundation for Culture, 2020).
- Kazuya Sakamoto, Les liens de l'alliance Japon-États-Unis : le traité de sécurité nippo-américain et la recherche de la mutualité (Japan Publishing Industry Foundation for Culture, 2022).